# هوانغ أي
هوانغ أي (بالصينية: 黄爱) هو مترجم صيني، ولد في 1919 في مدينة تشونغ شيانغ ‏ في الصين، وتوفي في 28 سبتمبر 2008.